# The Twisted Tales of Spike McFang
The Twisted Tales of Spike McFang, i Japan känt som Chou Makai Taisen! Dorabocchan (超魔界大戦！どらぼっちゃん? lit. "Super Devil Wars! Dorabocchan"), är ett actionrollspel utgivet till SNES och utvecklat av Bullet Proof Software samt Red Company, och utgivet av Naxat Soft. I Nordamerika var det Bullet-Proof Software som utgav spelet. Spelet är uppföljare till Turbografx-16-spelet Makai Prince Dorabochan.

## Handling
Spelet skildrar huvudpersonen Spike McFang, en ung vampyr, och hans kamp mot zombiegeneralen von Hesler.